# Frontière entre l'Ukraine et l'Union européenne

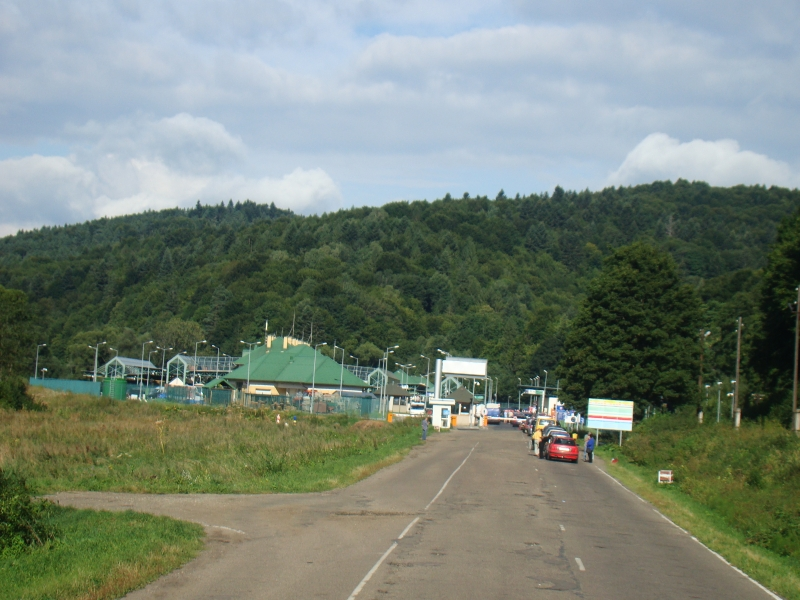
Poste frontière de Krościenko-Smilnytsya entre la Pologne et l'Ukraine.

La frontière entre l'Ukraine et l'Union européenne est la frontière de 1 257 km délimitant les territoires voisins sur lesquels s'exerce la souveraineté de l'Ukraine ou de l'un des États-membres de l'Union européenne, en l'occurrence la Pologne (526 km), la Slovaquie (97 km), la Hongrie (103 km) et la Roumanie (531 km).
Cette frontière a pris une importance stratégique pour l'Union européenne depuis le début de l'invasion de l'Ukraine par la Russie. La perspective d'une adhésion à l'Union européenne de l'Ukraine nécessiterait une mise aux normes européennes de la frontière.